# Larry Burrows

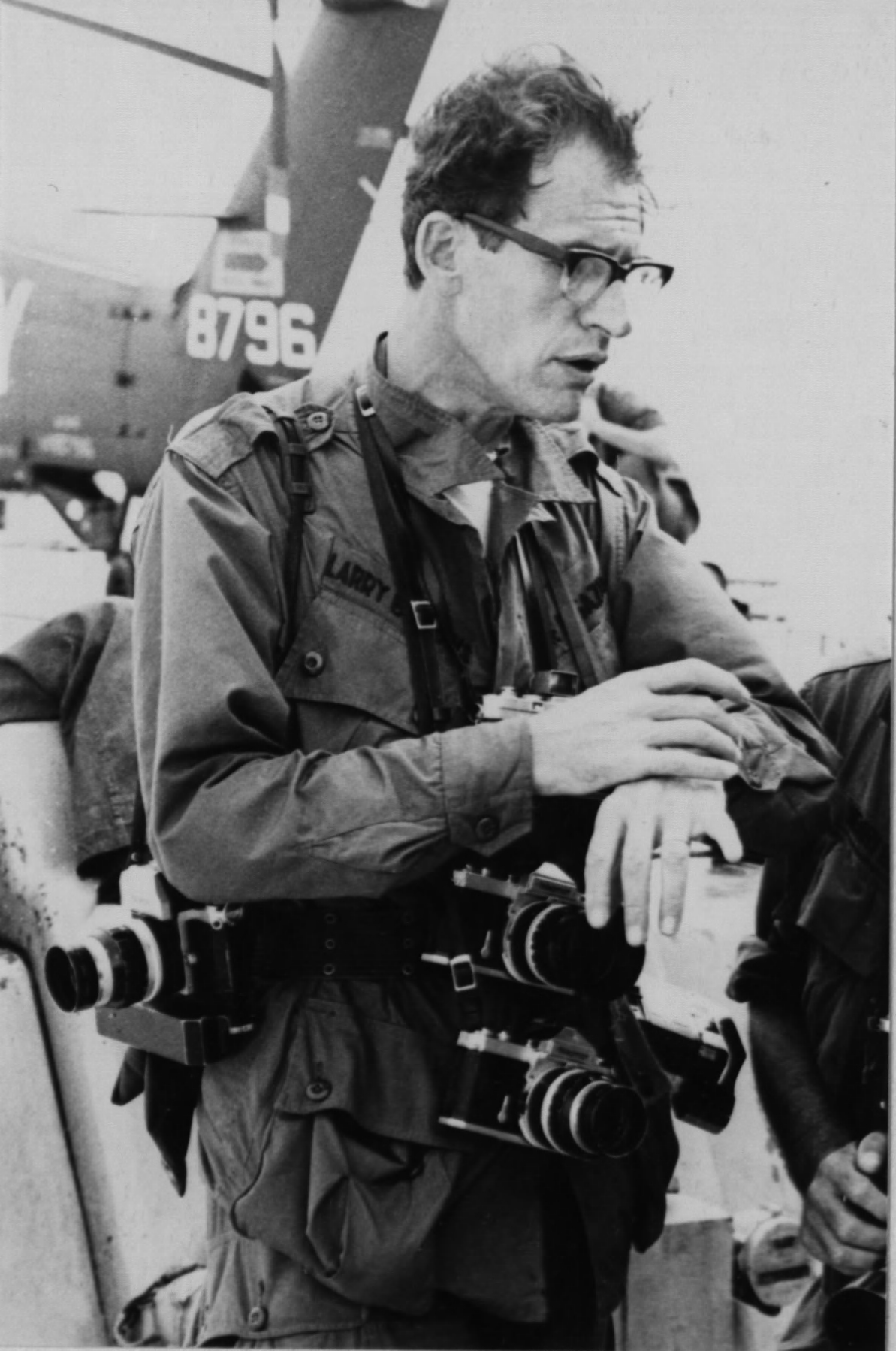
Larry Burrows (1967)

Larry Burrows (* 29. Mai 1926 in London, UK; † 10. Februar 1971 in Laos) war ein Fotograf und Kriegsberichterstatter.

## Leben
Er arbeitete ab 1945 als Fotograf anfangs bei Daily Express. Burrows bekam dreimal den Robert-Capa-Preis in Gold. 1967 wurde er zum Fotografen des Jahres von NPPA (National Press Photographers Association) gewählt. Burrows fotografierte für 15 Coverstorys im Magazin „Life“.
Am Koreakrieg 1950 wollte Burrows als Kriegsfotograf teilnehmen, war jedoch zu jung. So war er zunächst für das Nachrichtenmagazin „Life“ im  Nahen Osten tätig sowie im Kongo. 36-jährig war Burrows 1962 zum ersten Mal in Vietnam, als der Vietnamkrieg noch in den Anfängen steckte. Er beschloss 1962/63 bis zum Ende des Krieges in Vietnam zu bleiben, was er auch seiner Frau Vicky mitteilte. Obwohl er noch „grün hinter den Ohren“ war, wie sein Kollege David Halberstam sagte, fand sich Burrows schnell im Chaos des Krieges zurecht. In Vietnam machte Burrows erste Erfahrungen als Kriegsberichterstatter in unmittelbarer Nähe zu den Kampfhandlungen. Er war talentiert, mutig und hatte Sympathien für das vietnamesische Volk. Das machte ihn – neben Henri Huet – zu einem der bekanntesten Fotografen des Vietnamkrieges. Er fotografierte einige der berühmtesten Bilder über diesen Krieg (z. B. „Nui Cay Tri“).
Burrows und seine Kollegen gerieten in Kritik, da er Bilder an die Redaktion sandte, „die gerade noch erträglich sind, aber wenn sie unerträglich sind, blättern die Leute weiter“. Seine Bilder sollten das Grauen des Krieges zeigen, durften aber nicht zu grauenvoll sein. Seine Arbeiten führten wie die vieler anderer Kriegsfotografen zu einer größeren Akzeptanz gegenüber Gewalt in den Medien. Sie haben jedoch auch das öffentliche Bild über den Krieg geändert.
Am 10. Februar 1971 verlor Burrows bei einem Hubschrauberabsturz in Laos sein Leben. Bei dem Absturz kamen auch Huet und zwei andere renommierte Fotografen, Kent Potter und Keisaburo Shimamoto sowie sieben vietnamesische Soldaten ums Leben. 2002 wurde das Buch Vietnam mit dem Prix Nadar ausgezeichnet. Die vier Fotografen erhielten Jahrzehnte später eine postume Würdigung im Rahmen des 2008 eröffneten Museums für die Geschichte des Journalismus in Washington, D.C.
Das Schicksal der Fotografen wurde mehrfach von dem damaligen Leiter der Bildagentur Associated Press Horst Faas in Vorträgen und Büchern beschrieben.

## Veröffentlichungen
- Horst Faas (Hrsg.): Requiem. By the photographers who died in Vietnam and Indochina. Random, New York 1997, ISBN 0-679-45657-0.
- Horst Faas, Richard Pyle: Lost Over Laos. A True Story of Tragedy, Mystery, and Friendship. Da Capo Press, ISBN 0-306-81251-7.